# An Indian Nemesis (film 1913)
An Indian Nemesis è un cortometraggio muto del 1913 prodotto dalla Nestor di David Horsley. Il nome del regista non viene riportato nei credit del film che aveva come interpreti Sydney Ayres, William A. Carroll, Charles Dudley, Betty Harte, Sibyl Bowman.

## Produzione
Il film fu prodotto dalla Nestor Film Company.

## Distribuzione
Distribuito negli Stati Uniti dall'Universal Film Manufacturing Company, il film - un cortometraggio di una bobina - uscì nelle sale cinematografiche il 30 giugno 1913.